# Disney University

La Disney University ou Université Disney pour l'équivalent en France, est un service de formation pour les employés des parcs à thèmes de la Walt Disney Company. C'est souvent l'étape obligée avant de travailler dans l'un des domaines de Walt Disney Parks and Resorts

## Historique
Ce service a été fondé par Walt Disney pour former les employés du parc Disneyland prévu pour le 17 juillet 1955. Son premier directeur Van France a été engagé par Disney dès mars 1955 et à qui la création du service est souvent attribuée. Crée sous le nom Disneyland University son but était de former les employés et de garantir des standards.
En 1964, au lendemain du décès de Walt Disney, le service mets en place un programme de formation incluant une « tradition Disney » mené en partie par Randy Bright.

## Les fonctions
L'université Disney est destinée à tous les employés de la branche Walt Disney Parks and Resorts, qui comprend les parcs à thèmes mais aussi la Disney Cruise Line (croisières), les Disney Vacation Club (clubs de vacances) et Adventures by Disney (voyages à thèmes avec guide accompagnateur).
La première étape des formations est nommée Traditions et permet d'apprendre l'histoire de Walt Disney et sa société, les activités de The Walt Disney Company, les valeurs et les éléments clés de la culture d'entreprise. Si les messages principaux de cette formation sont communs à tous les parcs du monde, sa forme est adaptée à chaque culture.
Ensuite la formation nommée Fondations s'oriente en fonction des futurs lieux de travail : Alimentation, Commerce, Relation publique, Attraction, Entretien des sols, Entretien technique, Horticulture, Animaux, Spectacle, etc.
De formations spécialisées existent aussi pour les employés de bureaux, les managers ou des formations d'amélioration pour évoluer au sein de l'entreprise (développement personnel, gestion de personnel, etc.)
L'entité française a ainsi dispensé 42 000 journées de formation réparties dans 80 programmes durant l'année fiscale 1998 (1er octobre 1997 au 30 septembre 1998).

### Fonctions spéciales en Floride
Le complexe de Walt Disney World Resort propose deux programmes supplémentaires pour gérer sa forte demande en emplois.
- le Walt Disney World College Program pour les étudiants
- le Walt Disney World International Program pour les non-américains

## Lieux de formations
Ce service dispose de plusieurs lieux de formations :
- dans le Frank Wells Building au sein du siège social de Disney à Burbank en Californie
- dans le Team Disney Building du Disneyland Resort en Californie
- deux bâtiments au sein du Walt Disney World Resort en Floride
  - le Walt Disney World Casting Center pour les entretiens d'embauches au sud du complexe, en face du Team Disney Building près de l'accès autoroutier depuis Orlando.
  - un bâtiment pour la formation (28° 25′ 41″ N, 81° 34′ 42″ O) au nord du Magic Kingdom
- au sein de Disneyland Paris
  - au sein d'un bâtiment à Val d'Europe accessible aux Cast Members de Disneyland Paris
  - au sein des locaux de Walt Disney France, à Val d'Europe
- au sein de Hong Kong Disneyland[7]
- un équivalent à Tokyo Disneyland, tenu par Oriental Land Company

### Le bâtiment en Floride
En raison de l'importance du centre de Floride, un bâtiment complet est alloué à l'université Disney.
C'est un édifice de deux étages comportant des salles de classes et des ateliers. Des travaux pratiques peuvent y être réalisés en grandeur nature grâce à des répliques des futurs objets de travail ce qui va des caisses enregistreuses des guichets aux machines de billets.
Le bâtiment comprend aussi le bureau de délivrance des cartes d'identité des employés, un bureau de banque de Partners Federal Credit Union (filiale de Disney), une cafétéria (géré par Aramark), une boutique Company D (réservé aux employés)

## Sources
- Service Quality, Disney Style par Scott Madison Paton
- Doug Lipp, Disney U : How Disney University develops the world's most engaged, loyal, and customer-centric employees, New York, McGraw-Hill, 2013, 222 p. (ISBN 978-0-07-180807-1 et 0-07-180807-8)
- Steve Yearout et Gerry Miles, with Richard Koonce ; foreword by Audrey Weil, Growing leaders : a leader-builder handbook for HRD and training professionals, business executives and managers, executive coaches, Alexandria, VA, ASTD, 2001 (ISBN 1-56286-289-8), p. 193